# 日本ローン債権市場協会
日本ローン債権市場協会（にほんローンさいけんしじょうきょうかい、英: Japan Syndication and Loan-trading Association）は、日本の業界団体。 略称は、JSLA（ジャスラ）。

## 概要
日本におけるローン債権の流動性を高め、プライマリーおよびセカンダリーのローン債権市場の健全な拡大に資することを目的として2001年に設立された。設立・運営にはメガバンク等が積極的に関与しており、2020年現在の会長と事務局は三井住友銀行が担当してる。
日本においてシンジケートローンの組成時（プライマリー）には、当協会が定めた「シンジケートローン契約書」を使用することが標準となっている。また、債権譲渡（セカンダリー）の際には、当協会が定めた「貸付債権の売買にかかる契約書」及び「貸付債権の譲渡価格算定ツール（JSLA方式）」を使用することが標準となっている。
近年の日本におけるシンジケートローン市場拡大に貢献している。
海外の同様の組織としては、米国のLSTA（en:Loan Syndications and Trading Association）、英国のLMA（en:Loan Market Association）がある。

## 会員
会員になることができるのは、銀行（都市銀行及び地方銀行等）、長期信用銀行、信託会社、証券会社、生命保険会社、損害保険会社、共同組織金融機関、農業協同組合、投資信託委託業者等の金融機関や、弁護士、公認会計士・監査法人、税理士等の専門家等である。信託協会、全国銀行協会、全国信用金庫協会、全国地方銀行協会、第二地方銀行協会は賛助会員である。なお、日本銀行は名誉会員であると定款で定められている。

## JSLA推奨の契約書等
最新の雛形は以下の通り（2020年10月25日時点）。
- シンジケートローン契約書
  - コミットメントライン契約書（2019年6月26日公表）
  - タームローン契約書（2019年6月26日公表）
- 貸付債権の売買にかかる契約書
  - 基本契約書（2013年2月12日公表）
  - 個別契約書（2019年6月26日公表）
- 貸付債権の譲渡価格算定ツール（JSLA方式）（2015年3月11日公表）